# Romance Is a Bonus Book
Romance Is a Bonus Book (hangul: 로맨스는 별책부록; rr: Romaenseuneun Byeolchaekburok) é uma telenovela sul-coreana exibida pelo canal tvN entre 26 de janeiro e 17 de março de 2019, estrelada por Lee Na-young e Lee Jong-suk.

## Enredo
Cha Eun-ho é um autor de sucesso e editor sênior de uma editora de livros. Kang Dan-i é uma mãe e ex-executiva de publicidade de sucesso. Quando ele era criança, Kang Dan-i salvou-o de um acidente e ficou ferida. Cha Eun Ho a ajudou a se recuperar e eles têm sido amigos íntimos desde então. Quando Kang Dan-i passa por uma grande mudança de vida e tenta entrar novamente no mundo profissional, suas vidas se tornam ainda mais conectadas. Eles enfrentam desafios pessoais e profissionais à medida que começam a perceber seus verdadeiros sentimentos um pelo outro.

## Elenco

### Elenco principal
- Lee Na-young como Kang Dan-i (37 anos)[6]

Uma ex-estrela em ascensão e uma divorciada desempregada que mais tarde se juntou a uma editora como trabalhadora temporário.
- Lee Jong-suk como Cha Eun-ho (32 anos)[7][8]

Um escritor brilhante que também é o editor-chefe mais jovem da empresa.
- Jung Yoo-jin como Song Hae-rin (29 anos)[9]

A editora de desenvolvimento de conteúdo principal.
- Wi Ha-joon como Ji Seo-joon (29 anos)[10]

Um designer de livros freelancer.

### Elenco de apoio
Pessoas na editora
- Kim Tae-woo como presidente Kim Jae-min[11]
- Kim Yoo-mi como Go Yoo-sun[12]
- Jo Han-chul como Bong Ji-hong[13]
- Kim Sun-young como Seo Young-ah
- Kang Ki-doong como Park Hoon
- Park Gyu-young como Oh Ji-yool[14]
- Lee Kwan-hoon como Lee Seung-jin
- Choi Seung-yoon como Bae Kwang-soo[15]
- Lee Ha-eun como Chae Song-ee

Outros
- Oh Eui-sik como Hong Dong-min
- Lee Ji-won como Hong Jae-hee
- Hwang Se-on como Kim Na-kyung

## Trilha sonora

### Parte 1
| Lançado em 3 de fevereiro de 2019 |                                                   |                |         |  |
| N.º                               | Título                                            | Artista        | Duração |  |
| 1.                                | "A Story I Couldn't See" (나는 볼 수 없던 이야기) | Jannabi (band) | 3:46    |  |
| 2.                                | "A Story I Couldn't See" (Inst.)                  |                | 3:46    |  |
| Duração total:                    | Duração total:                                    | Duração total: | 7:32    |  |

### Parte 2
| Lançado em 10 de fevereiro de 2019 |                      |                |         |  |
| N.º                                | Título               | Artista        | Duração |  |
| 1.                                 | "Rainbow" (레인보우) | Rothy          | 3:31    |  |
| 2.                                 | "Rainbow" (Inst.)    |                | 3:31    |  |
| Duração total:                     | Duração total:       | Duração total: | 7:02    |  |

### Parte 3
| Lançado em 17 de fevereiro de 2019 |                            |                |         |  |
| N.º                                | Título                     | Artista        | Duração |  |
| 1.                                 | "All I Do" (그대만 떠올라) | Roy Kim        | 4:26    |  |
| 2.                                 | "All I Do" (Inst.)         |                | 4:26    |  |
| Duração total:                     | Duração total:             | Duração total: | 8:52    |  |

### Parte 4
| Lançado em 24 de fevereiro de 2019 |                  |                |         |  |
| N.º                                | Título           | Artista        | Duração |  |
| 1.                                 | "I Pray"         | Motte          | 3:51    |  |
| 2.                                 | "I Pray" (Inst.) |                | 3:51    |  |
| Duração total:                     | Duração total:   | Duração total: | 7:42    |  |

### Parte 5
| Lançado em 3 de março de 2019 |                      |                  |         |  |
| N.º                           | Título               | Artista          | Duração |  |
| 1.                            | "Some Day" (어떤 날) | The Black Skirts | 4:06    |  |
| 2.                            | "Some Day" (Inst.)   |                  | 4:06    |  |
| Duração total:                | Duração total:       | Duração total:   | 8:12    |  |

### Parte 6
| Lançado em 9 de março de 2019 |                             |                      |         |  |
| N.º                           | Título                      | Artista              | Duração |  |
| 1.                            | "A Book Of You" (너라는 책) | Son Ho-young (g.o.d) | 3:51    |  |
| 2.                            | "A Book Of You" (Inst.)     |                      | 3:51    |  |
| Duração total:                | Duração total:              | Duração total:       | 7:42    |  |

### Parte 7
| Lançado em 10 de março de 2019 |                                      |                |         |  |
| N.º                            | Título                               | Artista        | Duração |  |
| 1.                             | "Close I'll Be" (너의 모든 기억속에) | Kim Na-young   | 3:26    |  |
| 2.                             | "Close I'll Be" (Inst.)              |                | 3:26    |  |
| Duração total:                 | Duração total:                       | Duração total: | 6:52    |  |

### Parte 8
| Lançado em 16 de março de 2019 |                       |                  |         |  |
| N.º                            | Título                | Artista          | Duração |  |
| 1.                             | "Happy End"           | SAya, Kim Ki-won | 3:51    |  |
| 2.                             | "You're Beautiful"    | Will Bug         | 2:36    |  |
| 3.                             | "Walking On Sunshine" | SAya             | 3:11    |  |
| Duração total:                 | Duração total:        | Duração total:   | 9:38    |  |

## Classificações
Na tabela abaixo, os números azuis representam as mais baixas classificações e os números vermelhos representam as classificações mais elevadas.
| Episódio | Data de transmissão original | Título | AGB Nielsen    | AGB Nielsen | TNmS           |
| Episódio | Data de transmissão original | Título | Em todo o país | Seul        | Em todo o país |
| -------- | ---------------------------- | --- | -------------- | ----------- | -------------- |
| 1        | 26 de janeiro de 2019        | A Big Sister I Know, Kang Dan-i (아는누나, 강단이)                                                         | 4.280%         | 4.937%      | 4.9%           |
| 2        | 27 de janeiro de 2019        | You Were Hiding In My House? (우리 집에 숨어 살았어?)                                                      | 4.420%         | 5.466%      | 4.3%           |
| 3        | 2 de fevereiro de 2019       | People Calling Me By My Name (사람들이 내 이름을 불러)                                                     | 4.385%         | 5.355%      | —              |
| 4        | 3 de fevereiro de 2019       | Everybody Turn Their Backs On Me (모든 이들이 내게 등을 돌려도)                                            | 4.256%         | 5.155%      | —              |
| 5        | 9 de fevereiro de 2019       | I'm Curious Too, About My Feelings (나도 궁금해, 내 마음이)                                                | 4.436%         | 5.601%      | 4.7%           |
| 6        | 10 de fevereiro de 2019      | I Think I Already Knew It From The Beginning (이미 안다고 생각하는 것도 다시 처음부터)                     | 5.064%         | 6.468%      | 5.1%           |
| 7        | 16 de fevereiro de 2019      | Tell Him I'm Waiting Here (나 여기서 기다린다고 전해줘요 )                                                 | 4.962%         | 6.073%      | 4.7%           |
| 8        | 17 de fevereiro de 2019      | The Hot Touch Was A Dream (그 뜨거운 손길은 꿈이었을까)                                                    | 5.378%         | 6.857%      | 5.0%           |
| 9        | 23 de fevereiro de 2019      | That Old Book Is Like The First Time Reading (그 오래된 책이 마치 처음 읽는 책처럼)                        | 5.8%           | —           | —              |
| 10       | 24 de fevereiro de 2019      | There Are Days Like This (가 끔 오늘 같은 날이 있어)                                                       | 5.822%         | 7.139%      | 5.2%           |
| 11       | 2 de março de 2019           | We Have To Be Together, Why Do You Want To Break Up? (같이 있을 생각을 해야지, 왜 헤어질 생각을 해?)       | 5.029%         | 5.963%      | 5.3%           |
| 12       | 3 de março de 2019           | How About A Title For Your First Date? (제목으로 첫 데이트는 어때?)                                        | 5.238%         | 6.396%      | 5.1%           |
| 13       | 9 de março de 2019           | Did It Hurt Because Of Me? (나 때문에 마음 아팠지?)                                                        | 5.329%         | 6.336%      | —              |
| 14       | 10 de março de 2019          | You Know Me, Right? (너는 나를 다 알지?)                                                                   | 6.345%         | 7.753%      | 6.2%           |
| 15       | 16 de março de 2019          | I Should Have Known If You Didn't Say Anything... (네가 말하지 않았어도 알았어야 했는데...)                | 5.018%         | 6.166%      | —              |
| 16       | 17 de março de 2019          | As If I Had Met You In a Book and Received Warm Comfort.. (내가 너라는 책을 만나 따뜻한 위로를 받았듯이..) | 6.651%         | 8.177%      | —              |
| Média    | Média                        | Média | 5.151%         | –           | –              |

- Este drama foi transmitido por um canal de televisão por assinatura, que normalmente tem um público relativamente menor em comparação com as emissoras de televisão abertas (KBS, SBS, MBC e EBS).

## Prêmios e indicações
| Ano  | Prêmio                    | Categoria        | Trabalho nomeado | Resultado | Ref.   |
| ---- | ------------------------- | ---------------- | ---------------- | --------- | ------ |
| 2019 | 55th Baeksang Arts Awards | Melhor novo ator | Wi Ha-joon       | Indicado  | [ 21 ] |